# Wederik De Backer
Wederik De Backer (1988) is een Belgische radiomaker. Hij maakt audioverhalen, documentaires en podcasts.

## Carrière
De Backer studeerde aan de RITCS School of Arts in Brussel, waar hij 2013 afstudeerde als radiomaker.
Met het fictiestuk "Almanak" won hij in 2017 de prestigieuze Europese mediaprijs Prix Europa. Almanak won ook prijzen op het UK International Radio Drama Festival in Engeland, het Berliner Hörspielfestival in Duitsland, The International Sarah Awards in New York, de Grand Prix Nova in Roemenië en de Prix Marulic in Kroatië.
Hij is ook een van de medewerkers achter de podcast "Plantrekkers".